# المختار سالم
من السيرة الذاتية للشاعر المختار السالم
•           الفائز الأول بأول جائزة رسمية للصحافة في موريتانيا 2012
•           فائز بجائزة الدولة التقديرية للآداب (جائزة شنقيط) 2020
أحد أكبر الشعراء الموريتانيين المعاصرين، ورائد أدب ما بعد الحداثة في موريتانيا.
أحد أشهر كتاب كلمات الأغنية الموريتانية الحديثة.
أحد أكبر الكتاب الصحفيين الموريتانيين (إنتاجا وإدارة).
•           المهرجانات:
- مثل موريتانيا في عدة مهرجانات شعرية وثقافية في الوطن العربي:
(مهرجان "المربد" 1989 – العراق،
الجنادرية – السعودية 1995
مهرجان نواكشوط الدولي للشعر 2006
المعرض العالمي للكتب في الشارقة 2019... إلخ).
من أعماله الأدبية:
1. ديوان "سراديب في ظلال النسيان" (صدر 1999 – نواكشوط (طبعة أهلية). والطبعة الأولى: باريس، مايو 2022 عن "منشورات خديجة عبد الحي".
2. موسم الذاكرة (رواية) – طبعت 4 مرات: 2006 عن دار الشروق (الأردن). طبعة ثانية 2013 دار القرنين (موريتانيا). طبعة ثالثة 2015 عن دار لارمتان (الفرنسية)، طبعة رابعة 2022 عن دار (E-kutub Ltd) في لندن.
3. ديوان "القيعان الدامية" (طبعة أولى: صدر عن دار الفكر – بيروت 2009. (منشورات اتحاد الأدباء والكتاب الموريتانيين)، طبعة ثانية .2022
4. "وجع السراب" (رواية) صدرت 2015 عن "دار القرنين" بنواكشوط.
5. ديوان "هذا هو النهد الذي اعترفت له" (صدر في باريس عن داري نشر "دفاتر ملارمي" و"لارمتان" 2016).
6. ديوان "البافور" (أول ديوان من الشعر النثري يصدر لشاعر موريتاني) صدر 2016 عن "دار القرنين" في نواكشوط.
7. ديوان "يأتون غدا!" (صدر 2017 ضمن سلسلة "إبداعات عربية" عن دائرة الثقافة بالشارقة في الإمارات العربية المتحدة.
8. ديوان "قرين القافية" (صدر 2018 عن دار (E-kutub Ltd) في لندن.
9. ديوان "زمن الأنفاس المهجورة" (ثاني ديوان موريتاني من الشعر النثري) – صدر 2018 في المغرب.
10. كتاب "التغريبة" (تدوينات) – صدر 2018 في باريس.
11. كتاب "في ظلال الحروف" (مقالات نشرت في صحيفة "الشعب") – صدر 2019 عن دار (E-kutub Ltd) في لندن.
12. ديوان "السالمية.. الشاعر والقصيدة.. الذكر والأنثى": صدر في طبعتين: صدرت طبعته الأولى عن "نيوزيــس - منشــورات فرنســا" باريس 2019، وصدرت طبعته الثانية 2020 عن دار (E-kutub Ltd) في لندن.
13. كتاب "عن الذي يثـقـبُ النَّاي.." الطبعة الأولى: باريس، سبتمبر 2022 عن منشورات خديجة عبد الحي.
14. ديوان "صومعة الغاوي" صدرت الطبعة الأولى 2023 عن دار (E-kutub Ltd) في لندن، الطبعة الثانية 2023 عن منشورات خديجة عبد الحي.
15. كتاب "ينخفض كالجذور" الطبعة الأولى: باريس، يناير 2024 عن منشورات خديجة عبد الحي.
16. كتاب "من أجل ذلك اختطَّ للبحرِ ظلين" الطبعة الأولى: باريس، يناير 2024 عن منشورات خديجة عبد الحي.
17. الشعرِ شرقي الوادي الأمغرِ الطبعة الأولى: باريس، يناير 2024 عن منشورات خديجة عبد الحي.
18. رواية: "الدابة... أو رياح شبح" (مخطوطة). فازت بجائزة شنقيط للآداب عام 2020.
19. رواية: أسنان الجرح (مخطوطة).
20. رواية: مهاجر غير شرعي (مخطوطة).
21. مجموعة قصص قصيرة (نشرت في صحف موريتانية وعربية).

العنوان:
ص.ب: 371 نواكشوط – موريتانيا
الهواتف/ الواتساب: 32002220(00222) و42002220 (00222)
المختار سالم (1968)، يُعد أحد أبرز الشعراء الموريتانيين المعاصرين، ورائد أدب ما بعد الحداثة في موريتانيا، فضلاً من كتّاب الأغنية الموريتانية الحديثة، ومن مؤسسي الصحافة الموريتانية المستقلة، مولود بمقاطعة واد الناقة عام 1968، لديه أكثر من عشرة أعمال روائية وشعرية منشورة، فائز بأول جائزة رسميّة للصحافة في موريتانيا.

## سيرته المهنية
المختار السالم أحمد سالم أبوه، شاعر، روائي، صحفي، ومحلل سياسي موريتاني، أحد أشهر كتاب التحقيقات الصحفية المنشورة عن موريتانيا، كتب أول ديوان من الشعر النثري يصدر في موريتانيا وأسماه بديوان " البافور"، ويعد قلمه الأغزر إنتاجاً في المشهد الأدبي الموريتاني، نشأ وتربى في بلدة “لبيرات” التابعة لولاية الترارزة حيث درس في الكتاتيب لحفظ القرآن، ثم التحق بالمدارس النظامية ليكمل دراسته الابتدائية والإعدادية والثانوية في مدينة روصو.
عندما انتقل إلى العاصمة نواكشوط، بدأت محاولة تسطير شعره خلال الثمانينات من القرن الماضي، وكان من أوائل النصوص التي كتبت قطعة بعنوان “إن لم تعيني في هواك”، وسُبق للشاعر أن ألف أكثر من ست عشرة مؤلفاً شعرياً وسردياً في عواصم عدة بينها: نواكشوط، بيروت، عمّان، باريس، لندن، وغيرها، ومنها قيد النشر، نشرت له العديد من القصائد في الصحف الوطنية والعربية، لديه عشرين من القصائد الفصيحة المغناة من طرف كبار الفنانين الموريتانيين.

## إسهاماته الأدبية
- (1999)، سراديب في ظلال النسيان (مجموعة شعرية): دار قزح للصحافة والطباعة والنشر،نواكشوط [10]
- (2006)، موسم الذاكرة (رواية): دار الشروق، ط1 ،الأردن [4]
- (2013)، موسم الذاكرة (رواية): دار القرنين، ط2، موريتانيا [4]
- (2015)، موسم الذاكرة (رواية): دار لارمتان، ط 3، فرنسا [4]
- (2009)، القيعان الدامية (شعر)، دار الفكر، بيروت[4]
- (2015)، وجع السراب (رواية)، دار القرنين، نواكشوط[4]
- (2016)، البافور (ديوان شعري)، دار القرنين، نواكشوط[4]
- (2017)، هذا هو النهد الذي اعترفت له (ديوان شعري): دار دفاتر ملارمي ولارمتان، باريس[11]
- (2017)، يأتون غداً (ديوان شعري): دائرة الثقافة والإعلام، الشارقة [12]
- (2017)، قرن القافية (ديوان شعري)، دار إي-كتب/لمتد المحدودة، بريطانيا[13]

- (2018)،زمن الأنفاس المهجورة، (ديوان شعري): دار أنفو أبرانت، المغرب[14]
- (2018)، التغريبة ، (تدوينات)، باريس [15]
- (2020)، السالمية (ملحمة شعرية): دار إي-كتب/لمتد المحدودة، بريطانيا[16]
- (2021)، في ظلال الحروف: دار إي-كتب/لمتد المحدودة، بريطانيا[17]
- الدابة.... أو رياح شبح، (رواية مخطوطة)[11]
- أسنان الجرح ،(رواية مخطوطة)[11]
- ‌ مهاجر غير شرعي، (رواية مخطوطة)[11]
- ‌ مجموعة قصص قصيرة، (نشرت في الصحف)

## إسهاماته الصحفية
- خبير في الإخراج الصحفي[7]
- كاتب صحفي بالوكالة الموريتانية للأنباء، وصحف محلية وعربية ومواقع إلكترونية موريتانية مثل موقع تدوينات موريتانيا الآن[5][18][19]
- خبيراً إعلامياً ومستشاراً في العديد من المؤسسات والجهات، ككبريات الصحف والمواقع الإلكترونية الموريتانية[4]
- كون  العديد من المحررين والكتاب والمخرجين الصحفيين الموريتانيين[20]

## جوائزه
- فاز عام 2012 بالمركز الأول في أول جائزة رسمية موريتانية للصحافة[4]
- منحت جائزة شنقيط للآداب والفنون للشاعر المختار سالم عن روايته «الدابة أو رياح الشبح» للعام 2020[21]

## مناصبه
- مدير تحرير في الوكالة الموريتانية للأنباء[22]
- منصب الأمين العام للنقابة الصحفيين الموريتانيين[22]
- عضو اتحاد الأدباء الموريتانيين[23]
- عضو اتحاد الكتاب الموريتانيين[23]
- عضو في نقابة الصحفيين الموريتانيين[4]

## عمله السابق
- 1987-1991 – محرر في جريدة الشعب الحكومية[11]
- 1989-1990: مراسل في موريتانيا لمجلة “الوطن العربي” الباريسية[11]
- 1989-2003: ترأس تحرير 8 صحف موريتانية (شنقيط – الشروق- القافلة – المراقب – المحيط – مرآة المجتمع – البشرى – جهينة)[11]
- عمل مراسلا في موريتانيا لجريدة “الخليج” الإماراتية لمدة 14 عاما (منذ 2003 إلى 2016)[11]
- مستشار ومحرر في كبريات الصحف والمواقع الإلكترونية موريتانية[11]

## الدورات والمهرجانات
- العديد من الدورات التدريبية والتكوينية في مجالات الإعلام المختلفة[24]
- مثَّل موريتانيا في عدة مهرجانات شعرية وثقافية في الوطن العربي (المربد– العراق 1989،الجناديرية – السعودية 1995، مهرجان نواكشوط الدولي للشعر 2006)[24]
- أحيا أمسية شعرية احتضنتها هيئة البحرين للثقافة والآثار عام 2016[25]
- قدم ندوة نقدية وأدبية حول ديوان "البافور" في جمعية التواصل الثقافي المغربي عام 2017[26]

## روابط خارجية
مقابله قناة الشارقة مع الروائي والشاعر الموريتاني المختار سالم
مقابلة صحيفة صداكم مع الروائي والشاعر الموريتاني المختار سالم